# Déclaration de Dublin
La Déclaration de Dublin sur l'eau et le développement durable, également connue sous le nom de « Principes de Dublin », a été faite à l'occasion d'une réunion d'experts sur les problèmes liés à l'eau qui s'est tenue le 31 janvier 1992 lors de la Conférence internationale sur l'eau et l'environnement (ICWE), à Dublin, en Irlande et organisée du 26 au 31 janvier 1992.
La Déclaration de Dublin sur l'eau et le développement durable reconnaît la rareté croissante de l'eau en raison des différentes utilisations conflictuelles et des surutilisations de l'eau.

## Principes de Dublin
La déclaration énonce des recommandations d'action aux niveaux local, national et international pour réduire la rareté, à travers les quatre principes directeurs suivants, :
1. L'eau douce est une ressource limitée et vulnérable, essentielle pour soutenir la vie, le développement et l'environnement
2. Le développement et la gestion de l'eau devraient être fondés sur une approche participative, impliquant les utilisateurs, les planificateurs et les décideurs à tous les niveaux
3. Les femmes jouent un rôle central dans l'approvisionnement, la gestion et la sauvegarde de l'eau
4. L'eau a une valeur économique dans tous ses usages concurrents et doit être reconnue comme un bien économique

L'accent mis par la Déclaration de Dublin sur la valeur économique de l'eau plutôt que sur l'eau en tant que droit universel est fortement contesté par les ONG et les militants des droits de l'homme (bien que le texte intégral du principe 4 déclare qu'il est vital de reconnaître d'abord le droit fondamental de tous les êtres humains d'avoir accès à l'eau potable et à l'assainissement à un prix abordable).
En novembre 2002, cependant, le Comité des droits économiques, sociaux et culturels des Nations unies a adopté l'Observation générale no 15, qui a été formulée par des experts comme un commentaire sur les articles 11 et 12 du Pacte international relatif aux droits économiques, sociaux et culturels. Dans ce commentaire, l'eau est reconnue non seulement comme une ressource naturelle limitée et un bien public mais aussi comme un droit humain . Cette étape — l'adoption de l'Observation générale no 15 — a été considérée comme une étape décisive vers la reconnaissance de l'eau comme droit universel.
Le 30 septembre 2010, la 15e session du Conseil des droits de l'homme des Nations unies a adopté la résolution A/HRC/15/L.14, réaffirmant une résolution antérieure de l'Assemblée générale (64/292 du 28 juillet 2010) qui reconnaissait le droit à la sécurité et l'eau potable et l'assainissement en tant que droit de l'homme essentiel à la pleine jouissance de la vie et de tous les droits de l'homme. La résolution A/HRC/15/L.14 précise que le droit humain à l' eau potable et à l' assainissement découle du droit à un niveau de vie suffisant et est inextricablement lié au droit au meilleur état de santé physique et mentale possible, comme ainsi que le droit à la vie et à la dignité humaine.